# Psathyropus pustulata
Psathyropus pustulata is een hooiwagen uit de familie Sclerosomatidae.